# Pantelejmon (Szatow)
Pantelejmon, imię świeckie Arkadij Wiktorowicz Szatow (ur. 18 września 1950 w Moskwie) – rosyjski biskup prawosławny.

## Życiorys
W 1977 r. wstąpił do moskiewskiego seminarium duchownego, został przyjęty od razu na drugi rok nauki. 26 sierpnia 1978 r. arcybiskup Włodzimierz (Sabodan) wyświęcił go na diakona jako duchownego żonatego. Kontynuując naukę w seminarium w trybie zaocznym, duchowny rozpoczął pracę duszpasterską w różnych parafiach w obwodzie moskiewskim. 15 kwietnia 1979 r. metropolita kruticki i kołomieński Juwenaliusz wyświęcił go na kapłana i wyznaczył na proboszcza parafii Trójcy Świętej w Gołoczełowie. Następnie duchowny służył w cerkwi Tichwińskiej Ikony Matki Bożej w Studinie i w cerkwi Smoleńskiej Ikony Matki Bożej w Grebniewie. W trybie zaocznym ukończył w 1988 Moskiewską Akademię Duchowną. W listopadzie 1990 r. został kapelanem kaplicy św. Dymitra carewicza przy 1. szpitalu w Moskwie, zaś dwa lata później – kapelanem Szkoły sióstr miłosierdzia św. Dymitra. Od 2002 r. kieruje wydziałem działalności społecznej przy radzie eparchii moskiewskiej.
31 maja 2010 r. został nominowany na biskupa pomocniczego eparchii moskiewskiej z tytułem biskupa oriechowo-zujewskiego. 17 lipca 2010 r. złożył wieczyste śluby zakonne przed patriarchą moskiewskim i całej Rusi Cyrylem, przyjmując imię Pantelejmon. Następnego dnia otrzymał godność archimandryty. Chirotonia biskupia miała miejsce 21 sierpnia tego samego roku. W eparchii moskiewskiej był odpowiedzialny za parafie znajdujące się na terenie północno-wschodniego okręgu administracyjnego Moskwy. 
W 2011 r. został wyznaczony na biskupa smoleńskiego i wiaziemskiego. Kierowanie eparchią smoleńską i wiaziemską łączył z przewodniczeniem Synodalnemu Wydziałowi ds. działalności charytatywnej. W 2013 r., podając jako przyczynę wzrost liczby obowiązków w wydziale, dobrowolnie odszedł z katedry i ponownie został wikariuszem eparchii moskiewskiej z tytułem biskupa oriechowo-zujewskiego.
Biskup Pantelejmon jest wdowcem, ma cztery dorosłe córki i 17 wnuków.
Publicznie wypowiadał się przeciwko prawu zakazującemu obywatelom amerykańskim adopcji dzieci z Rosji.
W 2021 r. jego tytuł uległ zmianie na biskup wieriejski.
W 2024 r. odszedł ze stanowiska przewodniczącego Synodalnego Wydziału ds. działalności charytatywnej.